# Diazen
|             |               |
|             |               |
| cis-diazene | trans-diazene |

Diazen eller diimid är en kemisk förening av kväve och väte med formeln N2H2.

## Historia
Diazen framställdes första gången 1972 av den tyske kemisten Nils Wiberg.

## Egenskaper
Diazen är instabilt vid rumstemperatur, men under -180 °C stabiliseras det till ett fast, gult ämne. Eftersom båda kväveatomerna har både ett obundet elektronpar och sitter ihop med en dubbelbindning så förekommer diazen i två former med olika orientering; Cis- och trans-diazen.

## Framställning
Diazen kan framställas på följande sätt:
- Genom dehydrogenering av hydrazin (till exempel med microvågor).
- Genom omvandligan av azoföreningar (till exempel genom protolys av azodikarbonat).
- Genom hydrogenering av kvävgas.

## Användning
Cis-diazen används inom organisk syntes för hydrogenering av alkener och alkyner. Fördelen med att använda diazen framför vätgas är att man slipper brandrisken och att man inte behöver använda dyrbara metall-katalysatorer.